# Nekrolog 1592
Nekrolog
◄◄
| ◄
| 1588
| 1589
| 1590
| 1591
| 1592 | 1593 | 1594 | 1595 | 1596 | ► | ►►
Weitere Ereignisse | Allgemeiner Nekrolog 1592
Die Beschreibung der verstorbenen Person sollte so kurz wie möglich gehalten sein und nur deren signifikante Tätigkeit(en) enthalten.
Neue Namen ggf. auch unter dem Geburts- und Sterbedatum, also etwa unter 1. Januar und im Geburts- und Sterbejahr (2024) eintragen (nur bei entsprechender großer Wichtigkeit). Für Beispiele siehe die schon vorhandenen Artikel.
Außerdem über die fünf zuletzt Verstorbenen, zu denen es einen ausreichend guten Artikel für eine Präsentation auf der Hauptseite gibt, nach der todesbedingten Überarbeitung der Artikel ggf. auch unter Wikipedia Diskussion:Hauptseite informieren und sie am besten auch in den anderen Wikipedia-Sprachversionen eintragen. Tipp: Regelmäßig bei news.google.de nach „ist tot“, „gestorben“ oder „verstorben“ suchen.
Wenn eine Person gestorben ist, gibt es viele Seiten zu dieser Person in der Wikipedia, die davon auch betroffen sind und entsprechend aktualisiert werden müssen. Beispiele: Namenübersichtsseite, Geburtsjahr, Geburtsort-Seiten und viele mehr.
Wie finde ich die betroffenen Seiten?
Im Suchfeld auf der linken Seite gibt man den Suchbegriff so ein: „Vorname Nachname“. Dann klickt man auf Volltext und alle Seiten mit entsprechendem Suchtext werden aufgerufen. Hier sieht man dann schnell, wo auch das Todesjahr Sinn macht oder sogar ein Teil des Artikels angepasst werden muss. Auch hilft das „Werkzeug“ auf der linken Seite sehr gut, um solche Seiten aufzufinden: „Links auf diese Seite“. Somit ist die Wikipedia wieder aktuell in allen Bereichen! Hinweis: bei Eintragung der Kategorie „Gestorben JAHR“ wird der Missbrauchsfilter 49 ausgelöst, was jedoch nicht schlimm ist. Siehe: Spezial:Missbrauchsfilter/49
Dies ist eine Liste von im Jahr 1592 verstorbenen bekannten Persönlichkeiten. Die Einträge erfolgen innerhalb der einzelnen Daten alphabetisch sortiert. Tiere sind im Nekrolog für Tiere zu finden.

## Januar
| Tag        | Name                        | Beruf, bekannt als                                         | Alter | Beleg |
| ---------- | --------------------------- | ---------------------------------------------------------- | ----- | ----- |
| 5. Januar  | Wilhelm                     | Herzog von Jülich-Kleve-Berg, Graf von Mark und Ravensberg | 75    |       |
| 10. Januar | Christian Schütz            | deutscher lutherischer Theologe                            |       |       |
| 14. Januar | Pedro de Moya y Contreras   | Erzbischof von Mexiko und Vizekönig von Neuspanien         |       |       |
| 16. Januar | Johann Kasimir              | Pfalzgraf von Pfalz-Simmern und Administrator der Kurpfalz | 48    |       |
| 19. Januar | Johann Rudolf Stumpf        | Schweizer evangelischer Geistlicher und Heimatforscher     | 61    |       |
| 22. Januar | Elisabeth von Österreich    | österreichische Prinzessin, Königin von Frankreich         | 37    |       |
| 25. Januar | Rüdiger von Wedel-Neuwedell | neumärkischer Dorfgründer                                  |       |       |

## Februar
| Tag         | Name                             | Beruf, bekannt als                                    | Alter | Beleg |
| ----------- | -------------------------------- | ----------------------------------------------------- | ----- | ----- |
| 2. Februar  | Ana de Mendoza y de la Cerda     | spanisch-portugiesische Hofdame und Politikerin       | 51    |       |
| 11. Februar | Bernard de Nogaret de La Valette | französischer Adliger und Militär                     |       |       |
| 13. Februar | Jacopo Bassano                   | italienischer Maler                                   |       |       |
| 29. Februar | Alessandro Striggio der Ältere   | italienischer Komponist, Instrumentalist und Diplomat |       |       |
| Februar     | Thomas Cavendish                 | englischer Freibeuter                                 |       |       |

## März
| Tag      | Name                     | Beruf, bekannt als                                           | Alter | Beleg |
| -------- | ------------------------ | ------------------------------------------------------------ | ----- | ----- |
| 1. März  | Paolo Bellardito         | italienischer Geistlicher und Bischof von Lipari             |       |       |
| 4. März  | Christoph zu Mecklenburg | Herzog zu Mecklenburg; Administrator zu Ratzeburg            | 54    |       |
| 5. März  | Hermann                  | Graf von Holstein-Schaumburg, Bischof von Minden (1567–1582) | 46    |       |
| 10. März | Michiel Coxcie           | flämischer Maler                                             | 93    |       |
| 13. März | Konrad Bergius           | deutscher Pädagoge, Rhetoriker und evangelischer Theologe    |       |       |
| 22. März | Johann VII.              | Herzog zu Mecklenburg-Schwerin (1576–1592)                   | 34    |       |

## April
| Tag       | Name                           | Beruf, bekannt als                                                                | Alter | Beleg |
| --------- | ------------------------------ | --------------------------------------------------------------------------------- | ----- | ----- |
| 8. April  | Dorothea Susanne von der Pfalz | Herzogin von Sachsen-Weimar                                                       | 47    |       |
| 8. April  | Jobst von Walthausen           | deutscher Jurist, Stadtsyndikus, Geheimer Rat, Calenberger Kanzler und Reformator | 83    |       |
| 8. April  | Georg Johann I.                | Pfalzgraf von Veldenz                                                             | 48    |       |
| 11. April | Johannes Clajus                | deutscher Pädagoge, evangelischer Theologe und Grammatiker                        | 56    |       |
| 13. April | Bartolomeo Ammanati            | italienischer Baumeister und Bildhauer                                            | 80    |       |
| 15. April | Christoph Schwartz             | deutscher Maler                                                                   |       |       |
| 18. April | Markus Besch                   | deutscher Benediktiner und Abt                                                    |       |       |
| 21. April | Christoph                      | Graf von Hohenzollern-Haigerloch                                                  | 40    |       |

## Mai
| Tag     | Name                                    | Beruf, bekannt als                                                            | Alter | Beleg |
| ------- | --------------------------------------- | ----------------------------------------------------------------------------- | ----- | ----- |
| 2. Mai  | Johann IV. von Manderscheid-Blankenheim | Bischof von Straßburg                                                         | 54    |       |
| 5. Mai  | Abraham Uswald                          | kursächsischer Beamter                                                        |       |       |
| 6. Mai  | Thomas Guarin                           | Drucker und Verleger im 16. Jahrhundert                                       |       |       |
| 11. Mai | Christoph Walther III                   | deutscher Maler, Bildschnitzer und Hoforganist                                |       |       |
| 13. Mai | Samuel Heiland                          | deutscher lutherischer Theologe, Philosoph und Pädagoge                       | 58    |       |
| 17. Mai | Paschalis Baylon                        | spanischer Laienbruder im Franziskanerorden und römisch-katholischer Heiliger | 52    |       |
| 24. Mai | Nikolaus Selnecker                      | deutscher Kirchenliederdichter und -komponist                                 | 61    |       |
| 30. Mai | Johann von Swolgen                      | Kleriker                                                                      |       |       |
| Mai     | Giovanni Domenico da Nola               | italienischer Komponist und Dichter                                           |       |       |

## Juni
| Tag      | Name                                    | Beruf, bekannt als                                                 | Alter | Beleg |
| -------- | --------------------------------------- | ------------------------------------------------------------------ | ----- | ----- |
| 3. Juni  | Bartolomeo Passarotti                   | italienischer Maler                                                | 62    |       |
| 4. Juni  | François de Bourbon, duc de Montpensier | Herzog von Montpensier, Gouverneur des Languedoc und der Normandie |       |       |
| 9. Juni  | Françoise Babou de La Bourdaisière      | französische Adlige                                                |       |       |
| 13. Juni | Victorinus Schönfeldt                   | deutscher Mathematiker und Arzt                                    |       |       |
| 17. Juni | Ernst Ludwig                            | Herzog von Pommern-Wolgast                                         | 46    |       |
| 26. Juni | Armand de Gontaut, seigneur de Biron    | französischer Feldherr und Staatsmann, Marschall von Frankreich    |       |       |

## Juli
| Tag      | Name                   | Beruf, bekannt als                                          | Alter | Beleg |
| -------- | ---------------------- | ----------------------------------------------------------- | ----- | ----- |
| 1. Juli  | Marc’Antonio Ingegneri | italienischer Komponist                                     |       |       |
| 5. Juli  | Demeter Hunyadi        | Theologe und Leiter der Unitarischen Kirche in Siebenbürgen |       |       |
| 6. Juli  | Johann Georg           | Herzog von Ohlau und Wohlau                                 | 40    |       |
| 18. Juli | Sibylle von Sachsen    | Herzogin von Sachsen-Lauenburg                              | 77    |       |
| 22. Juli | Ludwig Rabus           | deutscher lutherischer Theologe und Konfessionalist         |       |       |
| 30. Juli | Charles de Levin       | militärischer Befehlshaber im Achtzigjährigen Krieg         |       |       |

## August
| Tag        | Name                        | Beruf, bekannt als                                               | Alter | Beleg |
| ---------- | --------------------------- | ---------------------------------------------------------------- | ----- | ----- |
| 15. August | Konrad Limmer               | deutscher evangelischer Theologe, Reformator und Konfessionalist |       |       |
| 20. August | Wilhelm der Jüngere         | Herzog zu Braunschweig-Lüneburg, Fürst von Lüneburg              | 57    |       |
| 21. August | Geoffroy de Vivans          | französischer Hugenottenführer                                   | 48    |       |
| 25. August | Fleurette de Nérac          | Mätresse des französischen Königs Heinrich IV.                   |       |       |
| 25. August | Wilhelm IV.                 | Landgraf von Hessen-Kassel (1567–1592)                           | 60    |       |
| 26. August | Cosmas Gienger von Wolfseck | Vizedom von Oberösterreich                                       |       |       |

## September
| Tag           | Name                | Beruf, bekannt als                                              | Alter | Beleg |
| ------------- | ------------------- | --------------------------------------------------------------- | ----- | ----- |
| 3. September  | Robert Greene       | englischer Schriftsteller                                       | 34    |       |
| 7. September  | Heinrich Störning   | Kaufmann und Ratsherr der Hansestadt Lübeck                     |       |       |
| 13. September | Michel de Montaigne | französischer Politiker, Philosoph und Autor                    | 59    |       |
| 17. September | Rafał Leszczyński   | polnischer Magnat und Adliger                                   |       |       |
| 21. September | Ninian Winzet       | schottischer Benediktiner-Pater                                 |       |       |
| September     | John Perrot         | englischer Militär und Politiker, Mitglied des House of Commons |       |       |

## Oktober
| Tag         | Name                      | Beruf, bekannt als                     | Alter | Beleg |
| ----------- | ------------------------- | -------------------------------------- | ----- | ----- |
| 23. Oktober | Stanislaus von Gorka      | polnischer Graf, Politiker und Militär |       |       |
| 28. Oktober | Ogier Ghislain de Busbecq | Diplomat                               |       |       |

## November
| Tag          | Name             | Beruf, bekannt als                                                        | Alter | Beleg |
| ------------ | ---------------- | ------------------------------------------------------------------------- | ----- | ----- |
| 1. November  | Hugolin Martelli | Bischof von Glandèves                                                     | 73    |       |
| 17. November | Johann III.      | König von Schweden (1568–1592)                                            | 54    |       |
| 23. November | André Thevet     | französischer Forscher und Schriftsteller                                 |       |       |
| 26. November | Patrick Adamson  | schottischer Erzbischof von St Andrews der schottisch-reformierten Kirche |       |       |

## Dezember
| Tag          | Name                   | Beruf, bekannt als                                      | Alter | Beleg |
| ------------ | ---------------------- | ------------------------------------------------------- | ----- | ----- |
| 3. Dezember  | Alessandro Farnese     | Herzog von Parma, Feldherr und Diplomat                 | 47    |       |
| 13. Dezember | Philippe de Lénoncourt | französischer Kardinal                                  |       |       |
| 25. Dezember | Quirin Grasenauer      | Benediktiner und Abt der Abtei Niederaltaich            |       |       |
| Dezember     | Roger Manwood          | englischer Jurist und Lord Chief Baron of the Exchequer |       |       |

## Datum unbekannt
| Tag | Name                          | Beruf, bekannt als | Alter | Beleg |
| --- | ----------------------------- | --- | ----- | ----- |
|     | Martin Achtsynit              | Kanzler und Kirchenratspräsident der Markgrafschaft Baden-Durlach                                                         |       |       |
|     | Francesco Bassano der Jüngere | italienischer Maler |       |       |
|     | Nicolas de Cholières          | französischer Schriftsteller                                                                                              |       |       |
|     | Joseph d’Eymard               | französischer Ritter, Bürgermeister von Bordeaux und Präsident des Bordelaiser Parlaments                                 |       |       |
|     | Pedro Sarmiento de Gamboa     | spanischer Seefahrer |       |       |
|     | Nickel Hoffmann               | deutscher Steinmetz, Bildhauer, Werkmeister und Baumeister                                                                |       |       |
|     | Guillaume de Joyeuse          | Bischof von Alet (1530–1557), Generalstatthalter des Königs im Languedoc seit 1561 und Marschall von Frankreich seit 1582 |       |       |
|     | Franz Jügert                  | deutscher Kaufmann und Oberalter                                                                                          |       |       |
|     | Girolamo Macchietti           | florentinischer Maler |       |       |
|     | Servaes van der Meulen        | franko-flämischer Komponist und Organist der Renaissance                                                                  |       |       |
|     | Girolamo Muziano              | italienischer Maler |       |       |
|     | Pema Karpo                    | tibetischer Buddhist der Drugpa-Kagyü-Schule                                                                              |       |       |
|     | Wolfgang Peristerus           | deutscher evangelischer Theologe                                                                                          |       |       |
|     | Jean Pillot                   | französischer Romanist und Grammatiker                                                                                    |       |       |
|     | Modesta Pozzo                 | venezianische Schriftstellerin                                                                                            |       |       |
|     | Andrea Provana                | Admiral des Herzogtums Savoyen                                                                                            |       |       |
|     | Pietro Solari                 | italienischer Bildhauer der Renaissance                                                                                   |       |       |
|     | Augustin Strobl               | Benediktiner und Abt der Abtei Niederaltaich                                                                              |       |       |
|     | John Udall                    | englischer Puritaner und Schriftsteller                                                                                   |       |       |
|     | Jan Gillisz Valckenier        | Kaufmann und niederländischer Gesandter in Dänemark und Holstein                                                          |       |       |
|     | Thomas Watson                 | englischer Dichter des elisabethanischen Zeitalters                                                                       |       |       |
|     | Wilhelm von Rosenberg         | Oberstlandeskämmerer und Oberster Burggraf von Böhmen                                                                     |       |       |